# Nikolay Markov (cầu thủ bóng đá)
Bản mẫu:Eastern Slavic name
Nikolay Valeryevich Markov (tiếng Nga: Николай Валерьевич Марков; sinh ngày 20 tháng 4 năm 1985) là một cầu thủ bóng đá người Nga. Anh thi đấu cho F.K. Kuban Krasnodar.

## Sự nghiệp
Vào tháng 12 năm 2009, Markov ký bản hợp đồng 2 năm cùng với F.K. Krasnodar. Ngày 28 tháng 2 năm 2015, Markov chuyển đến F.K. Ural Sverdlovsk Oblast for the rest of the season.

## Thống kê sự nghiệp
Tính đến 3 tháng 3 năm 2015
| Câu lạc bộ                    | Mùa giải            | Giải vô địch        | Giải vô địch | Giải vô địch | Cúp Quốc gia | Cúp Quốc gia | Châu lục | Châu lục  | Tổng cộng | Tổng cộng |
| Câu lạc bộ                    | Mùa giải            | Hạng đấu            | Số trận      | Bàn thắng    | Số trận      | Bàn thắng    | Số trận  | Bàn thắng | Số trận   | Bàn thắng |
| ----------------------------- | ------------------- | ------------------- | ------------ | ------------ | ------------ | ------------ | -------- | --------- | --------- | --------- |
| Krasnodar                     | 2010                | FNL                 | 32           | 0            |              |              | -        | -         | 32        | 0         |
| Krasnodar                     | 2011–12             | RFPL                | 18           | 1            | 1            | 0            | -        | -         | 19        | 1         |
| Krasnodar                     | 2012–13             | RFPL                | 13           | 0            | 2            | 0            | -        | -         | 15        | 5         |
| Krasnodar                     | 2013–14             | RFPL                | 11           | 0            | 1            | 0            | -        | -         | 12        | 7         |
| Krasnodar                     | 2014–15             | RFPL                | 0            | 0            | 0            | 0            | 2        | 0         | 2         | 0         |
| Krasnodar                     | Tổng cộng           | Tổng cộng           | 74           | 1            | 4            | 0            | 2        | 0         | 80        | 1         |
| Ural Sverdlovsk Oblast (mượn) | 2014–15             | RFPL                | 0            | 0            | 0            | 0            | -        | -         | 0         | 0         |
| Tổng cộng sự nghiệp           | Tổng cộng sự nghiệp | Tổng cộng sự nghiệp | 74           | 1            | 4            | 0            | 2        | 0         | 80        | 1         |